# 鄧恩格倫 (內華達州)
鄧恩格倫（英語：Dun Glen）是位於美國內華達州潘興縣的鬼鎮。

## 歷史
鄧恩格倫的郵局於1865年設立，其後於1913年停運。

## 地理
鄧恩格倫所處的海拔為高於海平面1605米（即5266英呎），而該地所採用的時區為UTC-8，即太平洋时区（PST）。同時該地設有夏令時間，為UTC-8調快一小時，即UTC-7（PDT）。